# Парижская национальная опера
Пари́жская национа́льная о́пера, чаще сокращённо Парижская опера (фр. Opéra National de Paris, Opéra de Paris) — государственное учреждение во французской столице, занимающееся развитием оперного, балетного и классического музыкального искусства.
В настоящее время Парижская национальная опера владеет двумя театральными зданиями — Оперой Гарнье и Оперой Бастилии:
- театр, во французском произношении называемый Опера́ Гарнье, был открыт 5 января 1875 года; в нём также располагается балетная школа[3], существующая с 1713 года и считающаяся самой старой в Европе;
- Опера Бастилии открыта в канун двухсотлетия взятия Бастилии — 13 июля 1989 года, это самое большое сооружение на площади Бастилии, оно возведено напротив того места, где стояла парижская крепость.

С возведением здания театра Бастилии в первом здании ставятся преимущественно балеты и классические оперы.

## История
Парижская опера существует на протяжении более чем четырёх столетий на сценах различных театров.
В 1669 году, 28 июня, Секретариат Королевского Дома выдал Пьеру Перрену «Патент на учреждение Академии оперы с французскими музыкой и стихами», которая получила название — «Королевская академия музыки» (фр. Académie Royale de musique). В 1671 году она была объединена с Королевской академией танца и стала именоваться Королевской академией музыки и танца. В 1672 году привилегия на оперный театр была передана от Перрена Жану-Батисту Люлли. Люлли в открыл Академию в новом зале в ноябре 1672 года «Празднествами Амура и Вакха», «паштетом» из комедий-балетов, не указывая имени либреттиста Мольера и не выплатив ему ничего. К тому же, 28 апреля 1673 года король передал Люлли и «мольеровский» зал в Пале-Рояль.
После Великой французской революции Парижская опера несколько раз меняла своё название («Театр Искусств», «Театр республики и Искусств», «Театр Оперы»); после коронования Наполеона Бонапарта именовалась Императорской академией музыки, а с реставрацией Бурбонов ей было возвращено прежнее название — «Королевская академия музыки и танца». В 1871 году, после установления республики, театр получил название «Гранд-Опера́».
После покушения на жизнь Наполеона III 14 января 1858 года в здании старой оперы на улице Лё Пёлетье́ (Le Peletier) император отказался его посещать и потребовал построить новое здание. Был объявлен конкурс на лучший проект, и победителем стал никому не известный тридцатипятилетний Шарль Гарнье.
«Опера» в конце XVII века в Париже являлась официальным придворным театром. В сравнении с театром «Комеди Франсез», имевшего равный статус, но в отличие от Оперы получавшего королевские субсидии, находилась в гораздо более тяжёлом материальном положении. В конце XVIII века в Париже, как контркультура придворной, возникает Опера комедии (Opéra-Comique), ориентирующаяся на буржуазные слои. В XIX столетии у аристократии ослабевает интерес к оперным постановкам, и опера, также найдя поддержку у парижских городских слоёв, развивается параллельно с Оперой комедии, в Гранд Опера. Из танцевальных оперных партий, всегда весьма значимых на французской оперной сцене, развивается самостоятельное направление театрального искусства — балет. Парижская опера сохранила до наших дней значимость одного из «национальных» видов искусства.

## Важнейшие премьеры

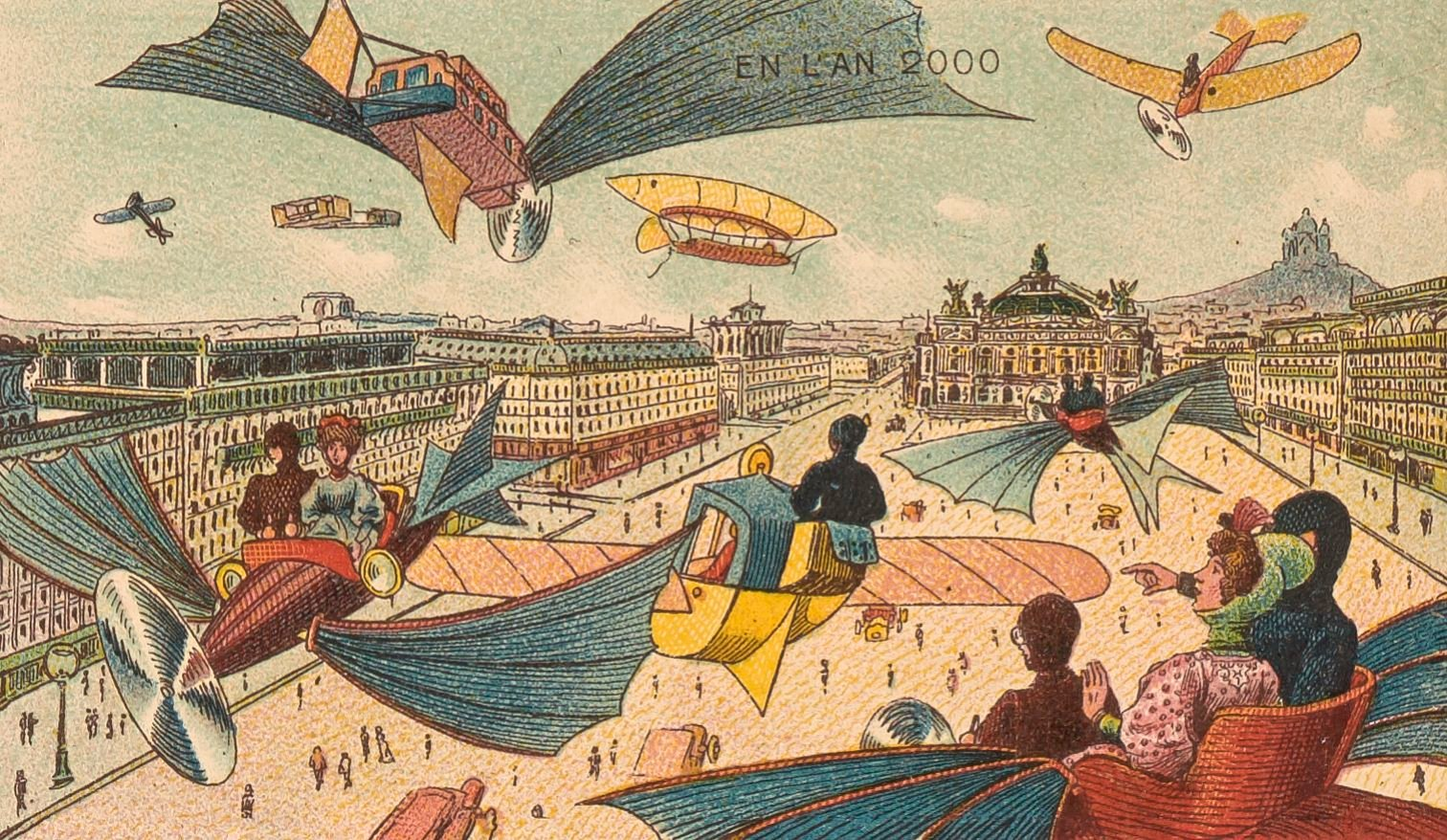
Опера 21 века. Французская карточка 1910 года

### Опера
- 1774 — «Ифигения в Авлиде» Кристофа Виллибальда Глюка
- 1779 — «Ифигения в Тавриде» Кристофа Виллибальда Глюка
- 1828 — «Немая из Портичи» Франсуа Обера
- 1829 — «Вильгельм Телль» Джоакино Россини
- 1831 — «Роберт-Дьявол» Джакомо Мейербера
- 1835 — «Жидовка» Фроманталя Галеви
- 1836 — «Гугеноты» Джакомо Мейербера
- 1838 — «Бенвенуто Челлини» Гектора Берлиоза
- 1840 — «Фаворитка» Гаэтано Доницетти
- 1847 — «Иерусалим» Джузеппе Верди
- 1849 — «Пророк» Джакомо Мейербера
- 1855 — «Сицилийская вечерня» Джузеппе Верди
- 1861 — «Тангейзер» Рихарда Вагнера
- 1865 — «Африканка» Джакомо Мейербера
- 1867 — «Дон Карлос» Джузеппе Верди
- 1884 — «Манон» Жюля Массне
- 1885 — «Сид» Жюля Массне
- 1902 — «Пеллеас и Мелизанда» Клода Дебюсси
- 1911 — «Испанский час» Мориса Равеля
- 1927 — «Бедный матрос» Дариуса Мийо
- 1947 — «Груди Тиресиаса» Франсиса Пуленка
- 1979 — «Лулу» Альбана Берга
- 1983 — «Святой Франциск Ассизский» Оливье Мессиана

### Балет
- 1832 — «Сильфида» Жана Шнейцхоффера, балетмейстер Филиппо Тальони
- 1841 — «Жизель» Адольфа Адана, балетмейстеры Жюль Перро и Жан Коралли
- 1860 — «Бабочка» Жака Оффенбаха, балетмейстер Мария Тальони